# 츠츠미 신이치
츠츠미 신이치(일본어: 堤 真一, 1964년 7월 7일 ~ )는 일본의 배우이다. 효고현 니시노미야시 출신이며, 소속사는 시스 컴퍼니이다.

## 출연

### 드라마
- 내사랑 사쿠라코 (1999)
- 사랑의 힘 (2002)
- 런치의 여왕 (2002)
- 비기너 (2003)
- 굿 럭 (2003)
- HERO 특별편 (2006)
- 세일러복과 기관총 (2006)
- 에스피 (2007)
- 맛상 (2014)
- 리스크의 신 (2015)
- 슈퍼 샐러맨 사에나이씨 (2017)
- 명함게임 (2017)

### 영화
- 1997년 《포스트맨 블루스》
- 2003년 《졸업》
- 2004년 《착신아리》
- 2005년 《로렐라이》
- 2005년 《플라이 대디 플라이》
- 2005년 《우부메의 여름》
- 2005년 《올웨이즈 3번가의 석양》
- 2006년 《지하철을 타고》
- 2007년 《마이코 한!!!》
- 2007년 《올웨이즈 3번가의 석양 속편》
- 2007년 《망량의 상자》
- 2008년 《클라이머즈 하이》
- 2008년 《용의자 X의 헌신》
- 2009년 《비용의 처》
- 2010년 《고고한 메스》
- SP 더 모션 픽쳐
  - 2010년 야망편
  - 2011년 혁명편
- 2010년 《우주전함 야마토》
- 2011년 《프린세스 도요토미》
- 2012년 《올웨이즈 3번가의 석양'64》
- 2012년 《우주형제》
- 2017년 《혼노지》
- 2018년 《은혼 2: 규칙은 깨라고 있는 것》- 마츠다이라 카타쿠리코 역
- 2020년 《한번 죽어 봤다》- 노바타 켄이치 역

### 게임
- 2020년 용과 같이 7: 빛과 어둠의 행방 - 사와시로 죠 역
- 2024년 용과 같이 8 - 사와시로 죠 역

## 수상
- 《29회 일본 아카데미상》 〈우수 주연 남우상〉 (2006)